# Josef Limpouch
Josef Limpouch (15. února 1895 Vídeň – 17. května 1965 Plzeň) byl český a československý římskokatolický kněz, pedagog a politik; poválečný poslanec Prozatímního Národního shromáždění za Československou stranu lidovou, vězeň nacistických koncentračních táborů. Po roce 1948 pronásledovaný komunistickým režimem protiprávně odsouzen na 10 let, vězněn 7 roků, po smrti v roce 1990 rehabilitován.

## Životopis
Narodil se ve Vídni. Brzy po jeho narození se rodina přestěhovala do Plzně, kde absolvoval pětitřídní obecnou školu a poté vystudoval osmileté české klasické gymnázium, kde 11. července 1914 úspěšně složil maturitní zkoušku. V letech 1914–1918 studoval bohoslovectví na Teologické fakultě Univerzity Karlovy v Praze a 7. července 1918 byl vysvěcen na kněze. Díky své výřečnosti a obsahům kázání byl jedním z nejžádanějších kazatelů v Plzni. Zvláště významná byla jeho kázání v dobách totality, jimiž ovlivňoval plzeňskou věřící veřejnost. Patřil mezi vůdčí osobnosti Spolku katolické mládeže v Plzni, který se staral především o výchovu plzeňské a mimoplzeňské katolické mládeže.
Zanedlouho po kněžském vysvěcení zahájil také svoji pedagogickou činnost. V září 1918 byl jmenován katechetou na II. obecné škole pro dívky v Plzni v jižním obvodě. Kromě výuky na této škole, kde byl ustanoven kmenově, působil smluvně i na dalších plzeňských obecných a měšťanských školách, od března 1924 i na plzeňském českém státním reálném gymnáziu, kde s menšími přestávkami setrval až do konce své pedagogické praxe. Svými názory a životní filosofií byl odpůrcem totalitních systémů, nacistického i komunistického. Jeho střety s nimi pro něj znamenaly v obou případech perzekuci a ztrátu svobody. 1. srpna 1944 byl zatčen gestapem a přes různé věznice a káznice (např. Terezín, Pankrác, Drážďany, Lipsko, Berlín) se dostal až do Hamburku. Tam překonal rozsáhlou a nebezpečnou epidemii břišního tyfu, jemuž podlehlo mnoho jeho spoluvězňů. Po skončení druhé světové války pomáhal americkým úřadům organizovat repatriaci bývalých vězňů zpět do jejich vlastí. Do Plzně se proto vrátil až 22. července 1945 ve fyzicky špatném stavu. Byl veřejně uvítán transparenty s nápisy „Vítáme Limpoucha!“ a „Ať žije náš profesor Limpouch!“. Za zásluhy v druhém odboji obdržel mnoho ocenění, např. Československý válečný kříž 1939, a od papeže získal čestný titul Msgre. (monsignore).
Po návratu z koncentračního tábora se vrátil zpět na Masarykovo reálné gymnázium v Plzni. Působil jako rektor kostela Nanebevzetí Panny Marie (v areálu františkánského kláštera). Angažoval se rovněž v politice. V letech 1945–1946 byl poslancem Prozatímního Národního shromáždění za Československou stranu lidovou, jejímž aktivním členem byl již před válkou. V parlamentu setrval do parlamentních voleb v roce 1946. V parlamentu působil především v sociální oblasti a zabýval se převážně péčí o vdovy po umučených vězních.
Po komunistickém převratu v roce 1948 šířil mezi věřícími biskupské listy, které vyzývaly k odporu proti totalitě, proti zabírání církevních škol a řádových nemocnic, proti likvidaci církví a omezování kněžské svobody. Tyto Limpouchovy aktivity vedly nakonec 21. listopadu 1951 k jeho zatčení. Rok a půl života strávil ve vyšetřovací vazbě a teprve v létě 1953 došlo k soudnímu líčení. Celý proces vyvrcholil 2. července 1953 vynesením rozsudku, na jehož základě byl Josef Limpouch odsouzen za trestný čin velezrady na 10 let odnětí svobody. V následujících letech prošel několika nápravnými zařízeními (Mladá Boleslav, Valdice, Leopoldov) a na svobodu byl propuštěn na základě prezidentské amnestie až 10. června 1960.
Po propuštění z vězení již nezískal státní souhlas pro výkon veřejných bohoslužeb. Kostely směl navštěvovat pouze v civilu, nikoliv v kněžském rouše. Nesměl se vrátit ani do Plzně, a tak se svými sestrami pobýval na staré faře v Potvorově. Do Plzně přijížděl jen zřídka a z obav před pronásledováním svých přátel navštěvoval zdejší kostely často inkognito. V první polovině 60. let se rovněž pokoušel dosáhnout revize svého případu a soudní rehabilitace. Celá kauza se však protahovala a rehabilitace v plném rozsahu se dočkal až 11. září 1990, více než čtvrt století po své smrti (zemřel v Plzni 17. května 1965).